# گابریله وتسکو
گابریله وتسکو (آلمانی: Gabriele Wetzko؛ زادهٔ ۲۸ اوت ۱۹۵۴) شناگر اهل آلمان بود.